# Jubileummedaille 25 jaar onafhankelijkheid van Oekraïne
De jubileummedaille 25 jaar onafhankelijkheid van Oekraïne is een presidentiële onderscheiding die is ingesteld ter gelegenheid van de 25e verjaardag van de onafhankelijkheid van Oekraïne.
De jubileummedaille kon worden verleend aan burgers voor belangrijke persoonlijke verdiensten bij de vorming van onafhankelijk Oekraïne, de bevestiging van zijn soevereiniteit en de versterking van het internationale gezag, het leveren van een belangrijke bijdrage aan de opbouw van de staat, sociaal-economische, culturele en educatieve ontwikkeling, actieve sociale en politieke activiteit, en gewetensvolle en onberispelijk dienstbetoon aan het Oekraïense volk.

## Nederlandse dragers
De volgende Nederlanders ontvingen de jubileummedaille 25 jaar onafhankelijkheid van Oekraïne:
- Vira Ivanivna Lutsenko, voorzitter van Stichting “Oekraïners in Nederland”.[2] In 2022 ontving zij ook de Orde van Vorstin Olha in de derde klasse.[3]
- Klaus Eckardt, secretaris van ProForKids[2]

Orden van Oekraïne

Held van Oekraïne (Gouden Ster · van de Natie)

Vrijheid ·
Vorst Jaroslav de Wijze ·
Verdienste ·
Bohdan Chmelnytsky ·
Helden van de Hemelse Honderd ·
Dapperheid ·
Vorstin Olha ·
Daniel van Galicië ·
Dapper Werk in de Mijnen

Oekraïense presidentiële en militaire onderscheidingen

Kruis voor Militaire Verdienste ·
Ivan Mazepa-Kruis ·
Geëerd Beoefenaar van de Kunsten ·
25 jaar onafhankelijkheid ·
Gouden Hart

Ereteken ·
Medaille voor steun aan de Oekraïense strijdkrachten

Zie ook orden, onderscheidingen en medailles van:

Oekraïne (draagvolgorde) · 
Oekraïense Volksrepubliek (Orde van het IJzeren Kruis) · 
 OekSSR (Rode Vlag van de Arbeid)